# ناحیه کلایتون (شهرستان آدامز، ایلینوی)
ناحیه کلایتون، شهرستان آدامز، ایلینوی (به انگلیسی: Clayton Township) یک منطقهٔ مسکونی در ایالات متحده آمریکا است که در شهرستان آدامز، ایلینوی واقع شده‌است. ناحیه کلایتون ۱٬۰۲۷ نفر جمعیت دارد و ۲۱۲ متر بالاتر از سطح دریا واقع شده‌است.